# Pedrógão de São Pedro
Pedrógão de São Pedro é uma povoação portuguesa do Município de Penamacor, na antiga província da Beira Baixa, região do Centro (Região das Beiras) e sub-região da Beira Interior Sul, que foi sede da extinta Freguesia de Pedrógão de São Pedro, freguesia que tinha 21,78 km² de área e 500 habitantes (2011), e, por isso, uma densidade populacional de 23 hab./km².

A Freguesia de Pedrógão de São Pedro foi extinta (agregada) pela reorganização administrativa de 2012/2013, tendo o seu território sido agregado ao da Freguesia de Bemposta para criar a União das Freguesias de Pedrógão de São Pedro e Bemposta.
Até 12 de Julho de 1997 a sua designação oficial era apenas de Pedrógão, passando então a denominar-se Pedrógão de S. Pedro.
Faz fronteira com o Município de Idanha-a-Nova, ficando a cerca de quatro quilómetros de Aldeia de Santa Margarida.
A aldeia de Pedrógão fica situada numa pequena elevação (altitude máxima de 436 m) na linha de cumeada que separa as bacias hidrográficas das ribeiras das Taliscas e de Ceife.
Por altura das festas de Verão, que duram quatro dias, a aldeia quase que duplica a sua população, ficando cheia de gente que vem de todos os lados de Portugal (principalmente do Distrito de Lisboa) mas também da Suíça e França.

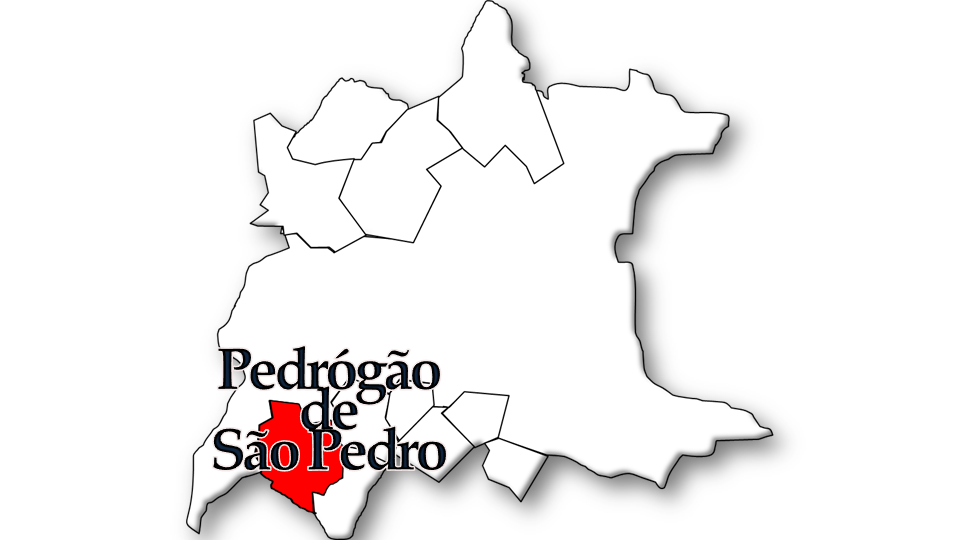
Localização no Município de Penamacor

## População
| População da freguesia de Pedrógão de São Pedro | População da freguesia de Pedrógão de São Pedro | População da freguesia de Pedrógão de São Pedro | População da freguesia de Pedrógão de São Pedro | População da freguesia de Pedrógão de São Pedro | População da freguesia de Pedrógão de São Pedro | População da freguesia de Pedrógão de São Pedro | População da freguesia de Pedrógão de São Pedro | População da freguesia de Pedrógão de São Pedro | População da freguesia de Pedrógão de São Pedro | População da freguesia de Pedrógão de São Pedro | População da freguesia de Pedrógão de São Pedro | População da freguesia de Pedrógão de São Pedro | População da freguesia de Pedrógão de São Pedro | População da freguesia de Pedrógão de São Pedro |
| ----------------------------------------------- | ----------------------------------------------- | ----------------------------------------------- | ----------------------------------------------- | ----------------------------------------------- | ----------------------------------------------- | ----------------------------------------------- | ----------------------------------------------- | ----------------------------------------------- | ----------------------------------------------- | ----------------------------------------------- | ----------------------------------------------- | ----------------------------------------------- | ----------------------------------------------- | ----------------------------------------------- |
| 1864                                            | 1878                                            | 1890                                            | 1900                                            | 1911                                            | 1920                                            | 1930                                            | 1940                                            | 1950                                            | 1960                                            | 1970                                            | 1981                                            | 1991                                            | 2001                                            | 2011                                            |
| 912                                             | 1 000                                           | 957                                             | 1 057                                           | 1 180                                           | 1 168                                           | 1 299                                           | 1 355                                           | 1 446                                           | 1 447                                           | 1 206                                           | 798                                             | 726                                             | 580                                             | 500                                             |

Alteração da designação da freguesia de Pedrógão para Pedrógão de São Pedro pela Lei nº 39/97, de 12 de Julho

## Património

### Arquitectura religiosa
- Igreja Matriz do Pedrógão ou Igreja de São Pedro
- Ermida da Senhora da Graça
- Ermida do Espírito Santo
- Ermida de Santo António
- Ermida da Senhora das Dores
- Cruzeiro de Pedrógão

### Arquitectura civil pública
- Fonte de São Pedro
- Fonte da Pia
- Fonte de Sabarnel
- Fonte da Prata
- Fonte dos Clérigos
- Fonte de Cales

### Arquitectura civil privada
- Casa do Teatro
- Solar de Marrocos